# گراهام کاوتورن
گراهام کاوتورن (انگلیسی: Graham Cawthorne؛ زادهٔ ۳۰ سپتامبر ۱۹۵۸) بازیکن فوتبال اهل بریتانیا است.
از باشگاه‌هایی که در آن بازی کرده‌است می‌توان به باشگاه فوتبال دونکستر راورز و باشگاه فوتبال گریمزبی تاون اشاره کرد.